# Sete Ensaios de Interpretação da Realidade Peruana
Sete Ensaios de Interpretação da Realidade Peruana (em castelhano: Siete Ensayos de Interpretación de la Realidad Peruana, também conhecido como Los 7 Ensayos ou os Sete Ensaios), publicado em 1928, é a obra mais famosa do escritor e socialista peruano José Carlos Mariátegui e é considerada sua magnum opus. Publicado em Lima em 1928, o livro é reconhecido por consolidar seu autor como uma das vozes marxistas mais influentes da América Latina. Trata-se de uma obra que foi reeditada dezenas de vezes, além de ter sido traduzida para russo, francês, inglês, italiano, português e húngaro.

## Contexto
Como base para o seu livro, Mariátegui utilizou uma série de artigos que havia publicado periodicamente em revistas como Mundial e Amauta. Nesta obra, ele se propôs a aplicar os princípios do materialismo histórico para realizar uma reavaliação completa da realidade peruana. No prólogo, o autor adverte que não é um crítico imparcial e objetivo, mas que seus julgamentos são guiados por seus ideais, sentimentos e paixões.
Os ensaios abordam temas diversos: a evolução econômica, o problema do indígena, a questão da terra, a instrução pública, o fator religioso, o regionalismo versus o centralismo e um "processo" (ou análise crítica) da literatura nacional. Além disso, Mariátegui planejava incluir um ensaio sobre a evolução política e ideológica do Peru, mas, como o número de páginas ficaria excessivo, decidiu desenvolver esse tema em um livro separado. Ele também estava ciente de suas limitações, deixando claro que nenhum de seus ensaios era definitivo e que retomaria esses tópicos no futuro. No entanto, sua morte prematura, dois anos depois, interrompeu esses planos.
Para além dos acertos ou falhas do autor em seu objetivo de contribuir para uma crítica socialista dos problemas do Peru, este livro teve o mérito de incentivar novos trabalhos sobre a interpretação da realidade peruana e iniciar a busca por concepções que se afastassem do entendimento tradicional.

## Conteúdo
Publicado em 1928, Sete Ensaios de Interpretação da Realidade Peruana é a obra fundamental de José Carlos Mariátegui, onde aplica o materialismo histórico para desvendar as estruturas econômicas e sociais do Peru. O livro parte de uma premissa central: a economia do Império Inca, de caráter coletivista e comunitário, foi destruída pela colonização espanhola, que implantou um sistema feudal baseado na exploração da mão de obra indígena e na concentração de terras. Mesmo após a Independência, essa estrutura semifeudal persistiu, adaptando-se às novas formas de dominação burguesa sem, no entanto, superar suas contradições. Mariátegui identifica três economias coexistindo no Peru de sua época: os resquícios da organização comunal indígena, o latifúndio feudal e o capitalismo incipiente, marcado pela dependência externa. Essa análise revela um país dividido entre o passado colonial e as pressões modernizadoras, sem ter resolvido suas desigualdades fundamentais.
O problema indígena é abordado não como uma questão étnica ou cultural, mas como um problema estrutural ligado à propriedade da terra. Mariátegui denuncia o gamonalismo — o domínio dos grandes proprietários rurais — como o principal obstáculo ao desenvolvimento nacional. A República, controlada pelas oligarquias regionais, manteve o sistema de servidão disfarçado, impedindo qualquer reforma agrária efetiva. Para ele, a emancipação indígena só seria possível através de uma transformação radical da estrutura fundiária, liderada pelos próprios camponeses organizados. Essa visão antecipa movimentos camponeses posteriores e destaca a ligação entre opressão racial e exploração econômica, mostrando como o racismo se enraíza nas relações de produção.
No campo da educação e da cultura, Mariátegui critica o sistema colonial herdado pela República, que perpetuava o elitismo e excluía as maiorias. A reforma universitária dos anos 1920, inspirada no movimento de Córdoba (Argentina), buscava democratizar o ensino, mas esbarrou na resistência das oligarquias e na falta de uma base econômica que sustentasse mudanças profundas. Da mesma forma, a religião é analisada em seu papel ideológico: o catolicismo colonial serviu para justificar a dominação espanhola, enquanto o sincretismo religioso indígena representava uma resistência cultural passiva. Mariátegui rejeita o anticlericalismo superficial, argumentando que a verdadeira mudança só viria com a superação do sistema econômico que sustentava a Igreja como aparelho de controle social.
Por fim, o ensaio sobre regionalismo e centralismo desmonta a falsa dicotomia entre federalismo e centralização, mostrando como ambos os sistemas serviram aos interesses das elites. O centralismo republicano beneficiou a oligarquia costeira, enquanto o regionalismo muitas vezes foi instrumentalizado pelos gamonales para manter seu poder local. Mariátegui defende que a verdadeira descentralização só ocorreria com uma transformação social que redistribuísse terras e poder político. Sua conclusão é clara: o Peru não se modernizaria sem romper com o legado colonial e sem uma revolução que unisse operários, camponeses e indígenas em um projeto socialista. A obra permanece atual justamente por expor as raízes históricas das desigualdades que ainda persistem no país.

## Recepção

### Elogios
Abimael Guzmán, ex-líder do Sendero Luminoso durante a Revolução Peruana, elogiou Sete Ensaios de Interpretação da Realidade Peruana e as obras de Mariátegui. No final dos anos 1960, em uma conferência na Universidade San Cristóbal de Huamanga, em Ayacucho, Guzmán exaltou os Sete Ensaios, declarando ser "um documento inabalável" e que "continua plenamente vivo". Marc Becker, professor de Estudos Latino-Americanos na Truman State University, também destacou a obra em seu livro José Carlos Mariátegui: An Anthology, afirmando que "Mariátegui apresenta uma análise brilhante dos problemas peruanos e, por extensão, latino-americanos, sob uma perspectiva marxista".

### Críticas
O pensador crítico Víctor Andrés Belaúnde respondeu aos Sete Ensaios com La Realidad Nacional (A Realidade Nacional), apontando supostos erros e omissões na obra de Mariátegui. Defensor de um pensamento católico com tendências sociais progressistas, Belaunde buscava um debate aberto, mas a morte de Mariátegui em 1930 o impediu. Já Juan Carlos Grijalva, professor espanhol do Assumption College, argumentou em seu artigo Paradoxes of the Inka Utopianism of José Carlos Mariátegui's Seven Interpretive Essays on Peruvian Reality que a defesa de Mariátegui do comunitarismo indígena como base para o socialismo é contraditória. Grijalva acusa Mariátegui de "idealizar" o passado incaico e de tratar os indígenas revolucionários como figuras imutáveis, fixadas em tradições agrárias ancestrais — uma visão que, segundo ele, desconsidera transformações históricas.